# Еврейска писменост
Еврейската писменост е позвукова писмена система, използвана за нуждите на иврит и другите еврейски езици като идиш, ладински и юдео-арабски. Въпреки че названието еврейска азбука се използва в българския език, технически погледнато еврейската писменост се класифицира като абджад, така че терминът еврейски абджад също е правилен. На иврит писмеността се нарича алефбет 'иври (אָלֶף-בֵּית עִבְרִי‎) от наименованията на първите 2 букви от азбуката.

## История и разпространение
Най-ранните сведения за тази писменост датират от 10 век пр.н.е. Еврейският абджад произлиза от финикийската писменост, като дори наименованията на отделните букви са заети от финикийските. Това не е учудващо, имайки предвид географското съседство и близко родство на древните финикийци и евреи.

## Особености
Писмеността съдържа 22 букви, всички от които поначало обозначават съгласните звукове от иврит. Пет от буквите имат по две форми, едната от който е финална и се използва, когато буквата е последна в изписаната дума. Въпреки че има случаи, в които определени букви се използват за обозначаване на гласни звукове, последните могат да бъдат отбелязвани с точки и чертички под или над буквата, представяща предхождащия я съгласен звук. Това отбелязване на гласните обаче се използва в редки случаи като например материали за чужденци, изучаващи иврит, детски книжки и поезия.
Както и при другите абджади, посоката на писане е от дясно наляво, с редовете от горе надолу.

## Компютърна поддръжка
Буквите, пунктуационните и други знаци от еврейската писменост се намират в интервалите от U+0590 до U+05FF и от U+FB1D до U+FB40 в Уникод.